# Aškerčeva ulica, Ljubljana
Aškerčeva cesta je ena izmed bolj prometnih ulic v Ljubljani. Poimenovana je po Antonu Aškercu, slovenskemu pesniku, duhovniku in arhivistu.
Proti zahodu se ulica nadaljuje v Tržaško cesto, eno glavnih mestnih vpadnic, proti vzhodu pa v Zoisovo cesto.
Ob Aškerčevi ulici se nahajajo naslednje ustanove:
- Fakulteta za kemijo in kemijsko tehnologijo (št. 5) (zdaj AGRFT)
- Fakulteta za farmacijo (št. 7)
- Fakulteta za strojništvo (št. 6)
- Filozofska fakulteta (št. 2)
- Naravoslovnotehniška fakulteta (št. 12 in preko Aškrčeve Snežniška ulica 5)
- Šolski center Ljubljana (št. 1)
- Študentski zdravstveni dom (št. 4)

## Javni potniški promet
Po Aškerčevi ulici potekajo mestne avtobusne linije št. 1, 1B, 1D, 6 in 6B . Vse linije ustavljajo na edinem postajališču na tej cesti, imenovanem Aškerčeva.

### Postajališče MPP
| postajališče     | št. linije       |
| ---------------- | ---------------- |
| 602052 Aškerčeva | 1, 1B, 1D, 6, 6B |

| postajališče     | št. linije       |
| ---------------- | ---------------- |
| 602051 Aškerčeva | 1, 1B, 1D, 6, 6B |